# Convair B-58 Hustler
Convair B-58 Hustler byl americký strategický bombardér středního doletu, který byl vyvinut jako jedna z náhrad za letouny Boeing B-47 Stratojet. Konstrukce byla mimořádně náročná. Hustler byl první operační nadzvukový bombardér, který dosahoval rychlosti Mach 2. Jeho posádka seděla v únikových kapslích. Letoun měl velké delta křídlo pod kterým byly zavěšeny čtyři motory, neměl vodorovné ocasní plochy a potah byl vícevrstvý. Neměl pumovnici, která by byla integrální součástí trupu. Místo toho měl pod trupem zavěšený aerodynamický kryt, v němž mohl nést výzbroj i přídavné zásobníky na pohonné hmoty. Za cenu odstranění jedné přídavné nádrže a kratšího doletu mohl nést až čtyři pumy. 
Hustler byl ve své době rychlejší než sovětské stíhačky, ale rozvoj na poli protiletadlových raket vedl ke změně jeho úkolů na průniky v malých výškách, což zvýšilo jeho spotřebu paliva a snížilo rychlost a dolet. Původně bylo objednáno 244 ks, objednávka byla později snížena na 116 ks. Poslední kus byl vyřazen roku 1970.

## Rekordy

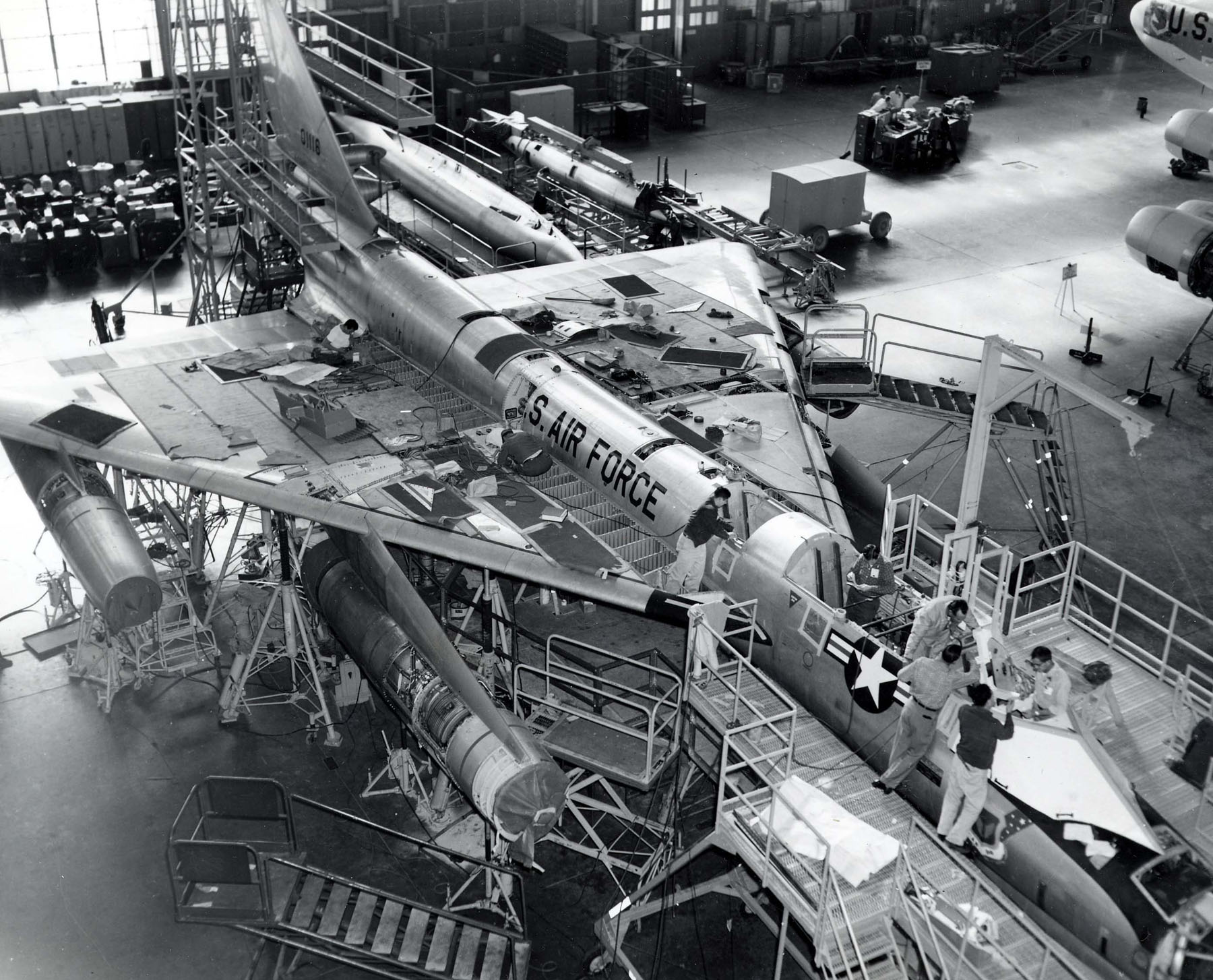
Výroba B-58

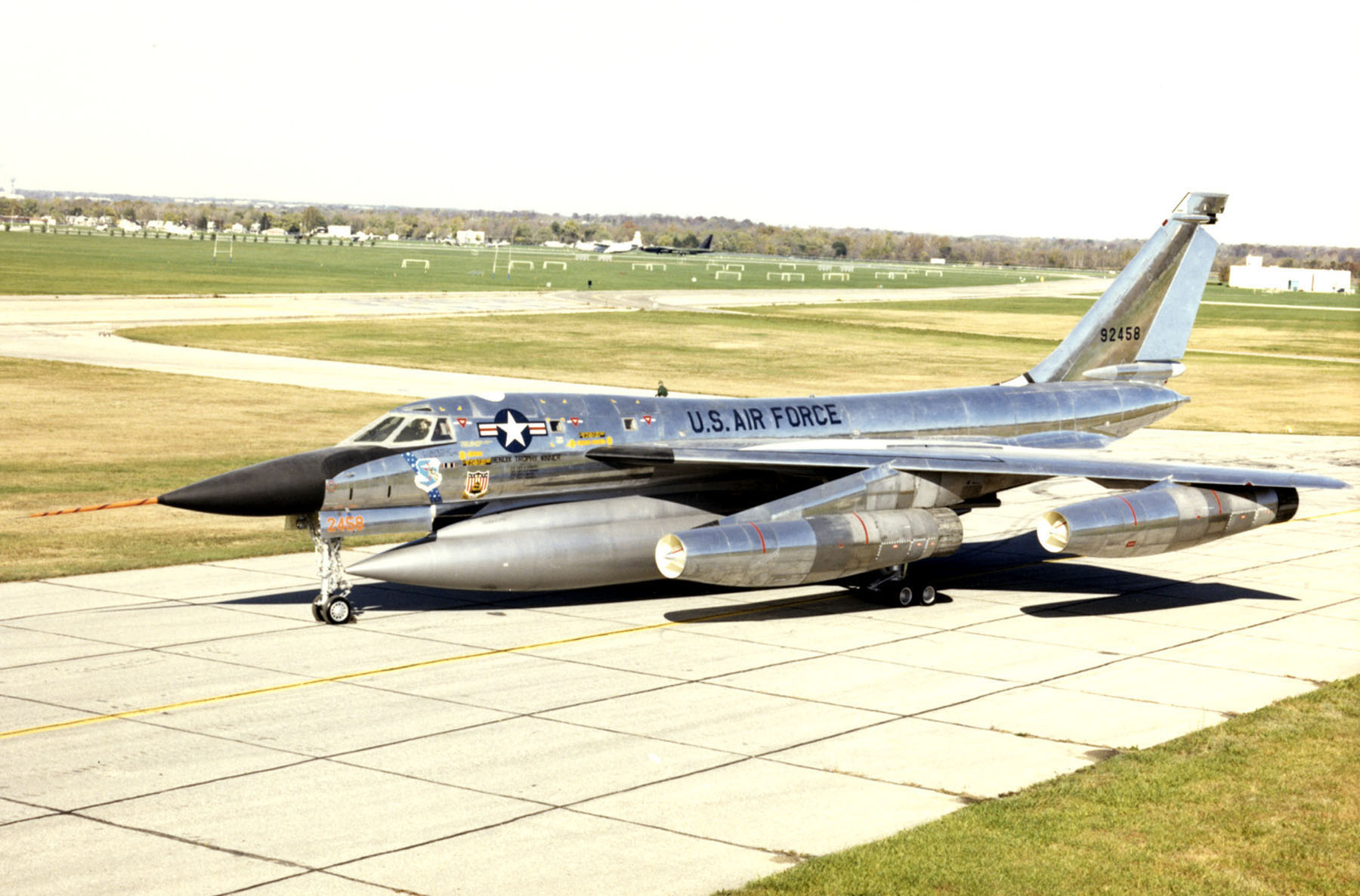
B-58A Cowtown Hustler po rekordním letu. Na boku má nápis „Bendix Trophy Winner“.

Během své služby B-58 ustavil devatenáct rychlostních a výškových rekordů.
V květnu 1960 se 43. bombardovací křídlo stalo trvalým držitelem Blériotovy trofeje, kterou založil průkopník letectví Louis Blériot v roce 1930 pro let, který dokáže udržet rychlost vyšší než 2000 km/h po dobu delší než třicet minut. Ve 30. letech se taková rychlost zdála nedosažitelná. Posádka B-58A Elmer Murphy, Eugene Moses a David Dickerson po dobu třiceti minut letěla průměrnou rychlostí dosáhla průměrné rychlosti 2095 km/h.
Dne 26. května 1961 bombardovací letoun B-58A-10-CF „The Firefly“ (sériové číslo 59-2451) dosáhl dvou rychlostních rekordů Mezinárodní letecké federace (FAI) v rychlosti nad uznanou tratí. Transatlantický přelet z Washingtonu, D.C. do Paříže zvládl za tři hodiny, 39 minut a 49 sekund, při průměrné rychlosti 1687,69 kilometrů za hodinu. Druhý rekord představoval samotný dílčí úsek z New Yorku do Paříže, který stroj uletěl za tři hodiny, devatenáct minut a 58 sekund průměrnou rychlostí 1753,15 kilometrů za hodinu. Přistál na letišti Paříž – Le Bourget, aby se zúčastnil Pařížského aerosalonu. Posádku tvořil velitel William R. Payne, navigátor William L. Polhemus a střelec Raymond R. Wagener. Za první nadzvukový přelet Atlantiku posádka získala ocenění Harmon Trophy a Mackay Trophy. Dne 3. června 1961 bombardér „The Firefly“ havaroval krátce po startu z Paříže, přičemž zemřela celá posádka držitelů Blériotový trofeje (Murphy, Moses a Dickerson).
Dne 5. března 1962 bombardovací letoun B-58A-10-CF Cowtown Hustler uskutečnil rekordní transkontinentální přelet z Los Angeles do New Yorku a zpět. Do roku 2025 jeho rekord zůstal nepřekonán. Letoun se dochoval jako muzejní exponát.

## Varianty
- XB-58 : Prototyp. Dva vyrobeny.
- YB-58A : Ověřovací série. 11 postaveno.
- B-58A : Třímístný strategický bombardér středního doletu.
- TB-58A : Cvičný letoun.
- NB-58A : Původně jeden z YB-58A, na tomto letounu byly testovány motory YJ93 pro bombardér XB-70 Valkyrie.
- B-58B : Nevyroben.
- B-58C : Nevyroben.

## Specifikace (B-58A)

### Technické údaje
- Posádka: 3
- Rozpětí: 17,3 m
- Délka: 29,5 m
- Výška: 8,9 m
- Nosná plocha: 143,3 m²
- Plošné zatížení: 214,9 kg/m²
- Profil křídla: NACA 0003.46-64.069 u kořene, NACA 0004.08-63 na konci křídla
- Hmotnost prázdného stroje: 25 201 kg
- Užitečné zatížení: 30 786 kg
- Maximální vzletová hmotnost: 80 235 kg
- Pohonné jednotky: 4× proudový motor General Electric J79-GE-5A, každý o tahu 69,3 kN
- Součinitel odporu při nulovém vztlaku: 0,0068 (odhad)
- Čelní plocha: 0,97 m²
- Štíhlost křídla: 2,09

### Výkony
- Maximální rychlost: 2,1 M (2600 km/h) ve 12 000 m
- Cestovní rychlost: 985 km/h
- Dostup: 19 300 m
- Stoupavost: 88 m/s
- Akční rádius: 3220 km
- Přeletový dolet: 7590 km
- Tah/Hmotnost: 0,919
- Lift-to-drag ratio: 11,3 (bez výzbroje/paliva)

### Výzbroj
- Maximální výzbroj 8823 kg zahrnovala:
  - Kanóny: 1× kanón M61 Vulcan pro obranu zadní polosféry letounu
  - Pumy: 1× atomová bomba Mk. 39  nebo B53, případně 4× B43 nebo B61